# Кильванген
Кильванген (нем. Killwangen) — коммуна в Швейцарии, в кантоне Аргау.
Входит в состав округа Баден-Аргау.  Население составляет 1792 человека (на 31 декабря 2007 года). Официальный код  —  4030.